# Raffaele Aurini
Raffaele Aurini (Teramo, 2 marzo 1910 – Teramo, 27 febbraio 1974) è stato un bibliotecario, storico e bibliografo italiano.

## Biografia
Bibliotecario e direttore della Biblioteca Delfico di Teramo, è noto per la sua ampia opera intitolata Dizionario bibliografico della gente d'Abruzzo pubblicata in cinque volumi (e stampata in due edizioni), dedicata agli illustri personaggi della storia abruzzese. Il Dizionario è la più importante opera bibliografica riguardante l'Abruzzo.
Partecipò al lavoro preparatorio del Dizionario Biografico degli Italiani, edito dall'Istituto dell'Enciclopedia italiana.
Riordinò e riaprì al pubblico la Biblioteca comunale "Vincenzo Bindi" di Giulianova della quale fu direttore fino alla sua scomparsa. Curò il riordino della Biblioteca della Camera di Commercio di Teramo e collaborò all'organizzazione della Biblioteca dell'Università di Teramo e di quella del Comune di Roseto degli Abruzzi.
Socio e deputato della "Deputazione di Storia Patria per gli Abruzzi", ottenne due Premi per la Cultura dalla Presidenza del Consiglio dei ministri, nel 1962 e nel 1973, per l'attività di scrittore, giornalista e studioso, in particolare per gli studi da cui scaturì il "Dizionario bibliografico della Gente d'Abruzzo".
Nel 1969 fu tra i Soci fondatori dell'odierno "Istituto Abruzzese di Ricerche Storiche".
A lui sono state intitolate due strade, una a Teramo nel quartiere Villa Mosca (nel 1991) e una a Santa Lucia nel Comune di Roseto degli Abruzzi (nel 1994).

Nella Biblioteca Melchiorre Delfico una lapide, dettata da Giammario Sgattoni, ricorda la sua attività.
Era il fratello maggiore del giornalista Fernando Aurini.

## Pubblicazioni principali

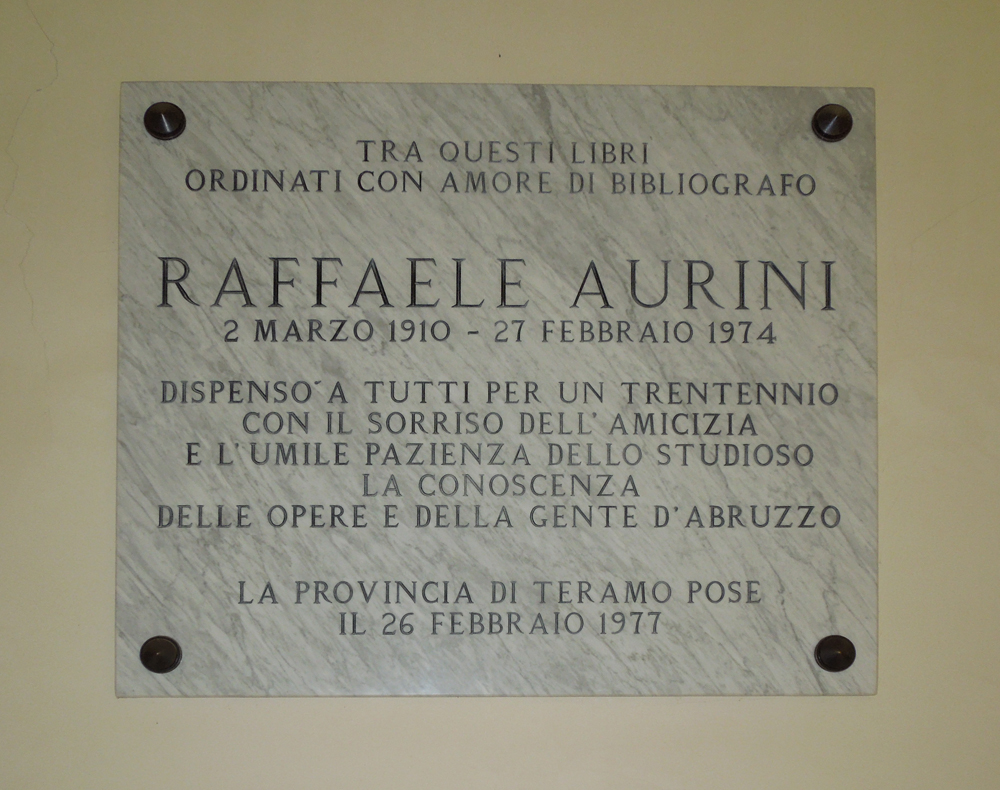
Lapide dedicata a Raffaele Aurini all'interno della Biblioteca Melchiorre Delfico di Teramo

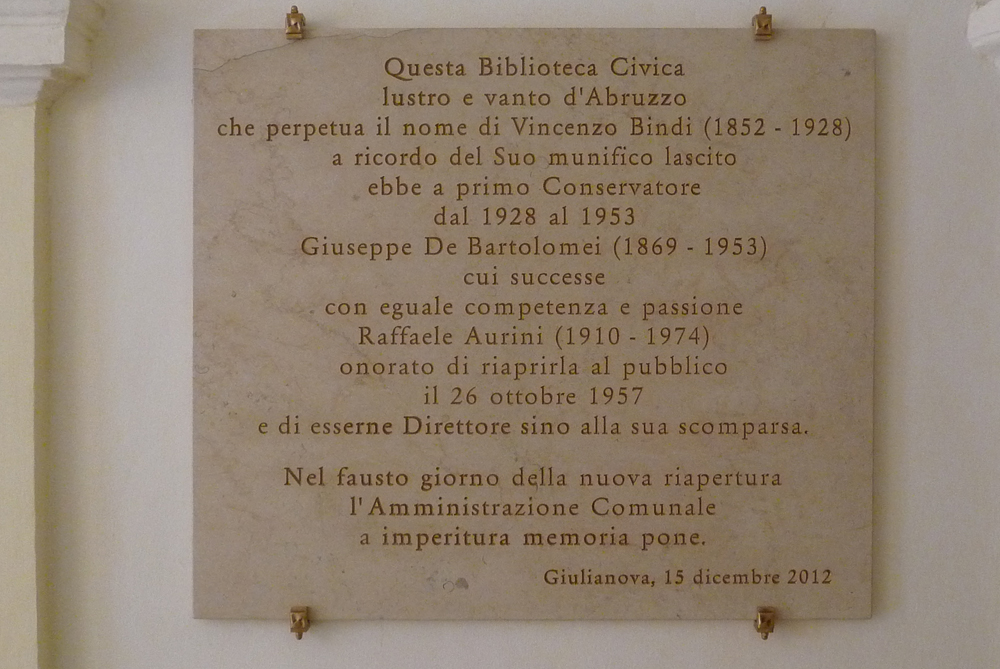
Lapide dedicata a Raffaele Aurini all'interno della Biblioteca Civica Vincenzo Bindi di Giulianova

- Catalogo della Mostra della Maiolica antica abruzzese, Teramo, Coop. Tip. Ars et Labor, 1949;
- Francesco Savini e la sua opera, Teramo, Coop. Tip. "Ars et Labor", 1950;
- Dizionario bibliografico della gente d'Abruzzo, 1° volume, Teramo, Ars et labor, 1952; 2° volume, Teramo, Ars et labor, 1955, 3° volume, Teramo, Ars et labor, 1958; 4° volume, Teramo, Ars et Labor, 1962, 5° volume, Teramo, Edigrafital, 1973; 2ª edizione con 20 voci inedite in 5 volumi, Colledara, Andromeda Editrice, 2002;
- Teramo nel Medioevo, Omaggio alla Provincia di Teramo, Cassa di risparmio della Provincia di Teramo, Pescara, 1960, Edizione di 500 esemplari, pp. 31–62;
- Bibliografia di Preistoria e Protostoria Abruzzese (1867-1970), Teramo, Tip. Edigrafital, 1972;

## Articoli pubblicati su giornali e quotidiani
- Il patriota Alessio Tulli e la reazione borbonica del 1798, su «Il Resto del Carlino», Bologna, 30 novembre 1941;
- Raffaele Aurini, Il padre della storia teramana. Mutio De' Mutij, in "La Tribuna", 5 maggio 1936;